# سیارک ۱۶۱۲
سیارک ۱۶۱۲ (به انگلیسی: 1612 Hirose، نامگذاری:1950BJ) هزار و ششصد و دوازدهمین سیارک کشف شده‌است که در ۲۳ ژانویه ۱۹۵۰ و در هایدلبرگ کشف شد.
قدر مطلق سیارک برابر ۱۱٫۶۰ است.